# Alexander Naddour
Alexander Naddour est un gymnaste artistique américain né le 4 mars 1991 à Gilbert. Il a remporté la médaille de bronze du cheval d'arçons aux Jeux olympiques d'été de 2016 à Rio de Janeiro.